# 所罗门的审判

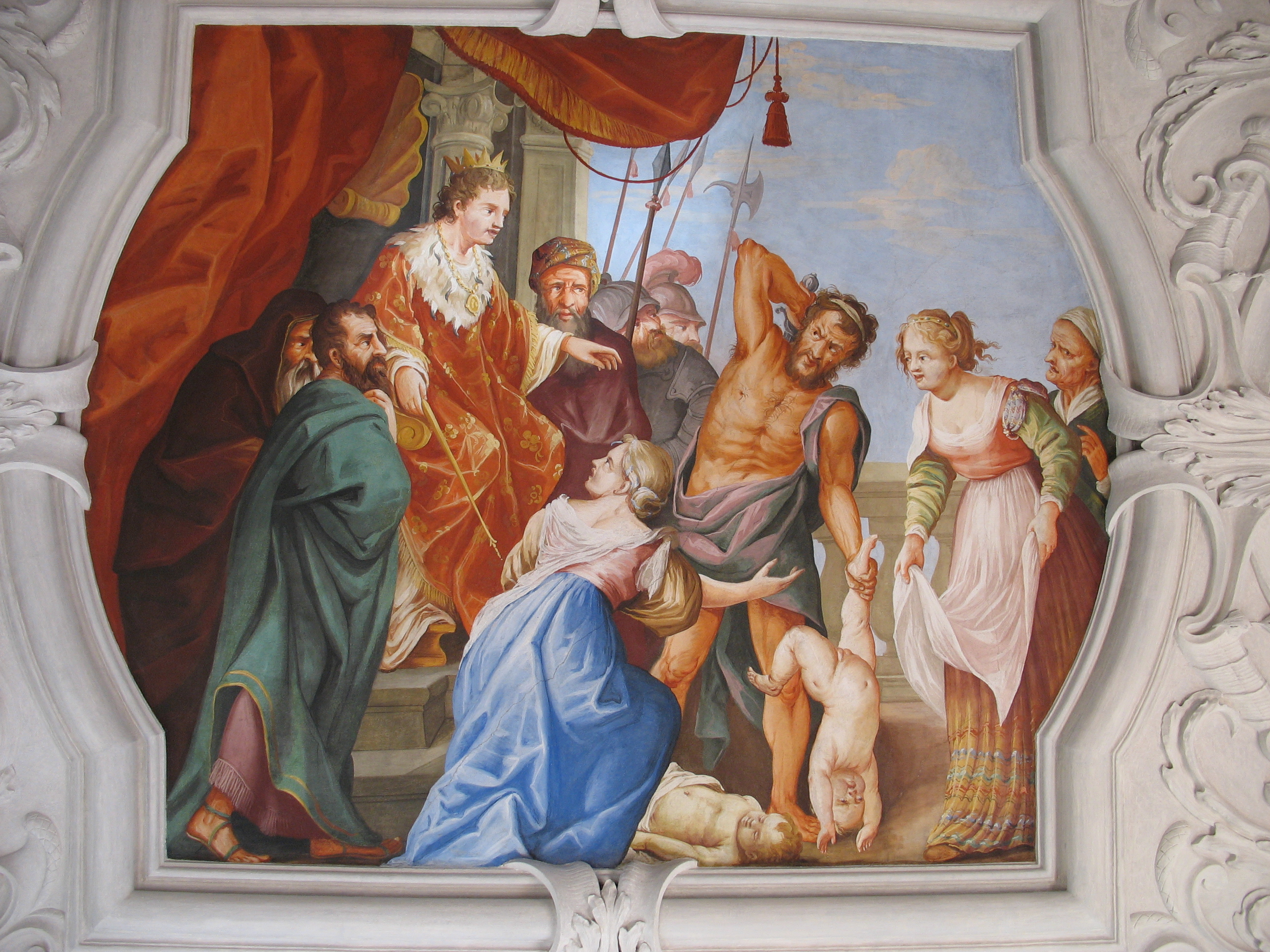
奥地利弗勞恩貝格的濕壁畫，描绘所羅門的審判

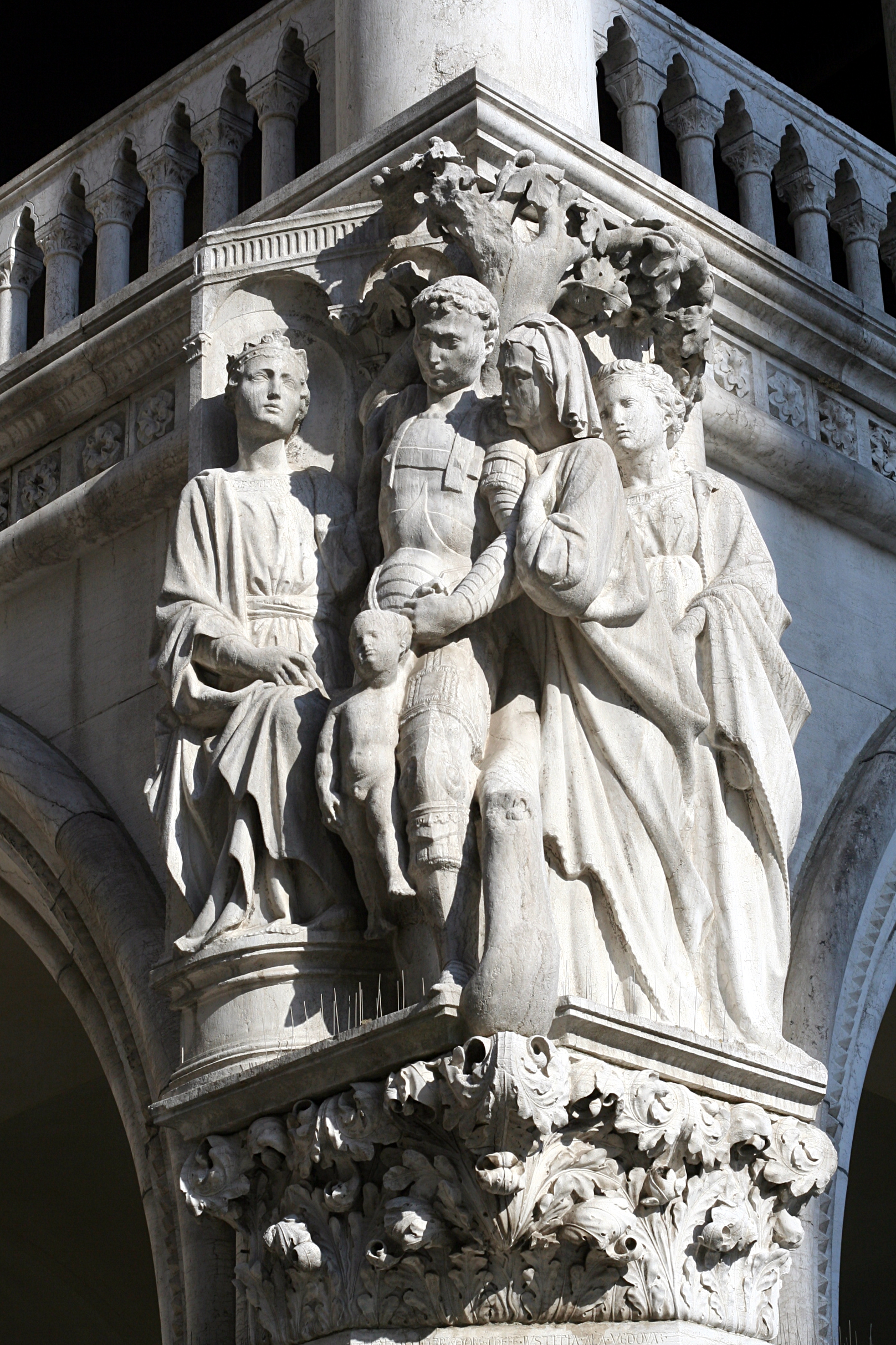
赠予彼得罗·兰贝蒂或南尼·迪·巴托洛的「所羅門的審判」雕塑，位于意大利威尼斯总督宫的一角，紧邻纸门 (Porta della Carta)

所罗门的审判（英語：Judgement of Solomon）是出自圣经列王纪上3章16-28节的一个故事。据记载，两位新生儿的母亲带着一名男婴来到所罗门王面前，各自声称自己的故事是真实的。二人同住一房，两人生下孩子不久的一天夜里，一名妇人发现她压死了自己的孩子。出于痛苦和嫉妒，她用自己的死孩子替换了别人的孩子。次日清晨，第二名妇人发现了死孩子，但很快发现这不是自己的儿子，而是第一个妇人的。所罗门王思索了一下，吩咐拿剑来，并宣布只有一个公平的解决方案：将活着的孩子劈为两半，每个母亲得到一半。当听到这个可怕的裁决时，第一名妇人说：“这孩子也不归我，也不归你，把他劈了吧！”而第二名妇人喊道：“我主啊，将活孩子给那妇人吧，绝不可杀他！”所罗门于是立即将孩子交给第二名妇人，因为真正母亲出于本能保护她的孩子，而说谎者则显示出她并不真正爱这个孩子。一些人认为这种伸张正义的方式是公正的法官在做出裁决时展现智慧的一个典例。。
有学者认为，该故事的来源并无法考证。
所罗门的审判也是一个谚语，指使用计谋来智慧地判断出真相，使当事人暴露自己真实的情感。法官假装他将要毁坏争议的主题，而不是允许任一当事方在损害另一方的情况下获胜。

## 艺术表现
所罗门的审判早已成为美术的流行主题，例如：
- 拉斐尔的壁画
- 古斯塔夫·多雷的版画
- 纽伦堡编年史中的木刻
- Andrea Mantegna的油画
- 在周星馳的電影《審死官》（台譯：《威龍闖天關》）的一個橋段
- 港劇《回到三國》的一個橋段